# Estación Ituzaingó
Ituzaingó (comúnmente también llamada Ituzaingo) es una estación ferroviaria ubicada en la ciudad del mismo nombre, en la provincia de Buenos Aires, Argentina.

## Servicios
Forma parte del Ferrocarril Domingo Faustino Sarmiento en el servicio metropolitano  que se presta entre las estaciones Once de Septiembre y Moreno.

## Ubicación e Infraestructura
Se encuentra ubicada sobre Avenida Rivadavia a la altura 21.700.
Posee las siguientes entradas:
Una a través del paso a nivel de las calles Medrano y Juncal; a través de un túnel que comunica la estación con el lado sur por medio de la Avenida Rivadavia, y el lado norte con la intersección de Gral. Las Heras & Gral. Manuel Belgrano y la última con salida tanto a Avenida Rivadavia (Entre Mariano Acosta y Los Pozos) como a General Manuel Belgrano (Entre Miguel Soler y Manuel Rodríguez Fragio)

## Historia
La estación fue creada gracias a los esfuerzos del inmigrante gallego Manuel Rodríguez Fragio, estanciero y vecino del cercano pueblo de Merlo. 
Rodríguez Fragio negoció con el Ferrocarril del Oeste la apertura de una estación intermedia entre Morón y Merlo, cedió las tierras para su construcción y ésta se inició en 1872, siendo la estación inaugurada el 18 de diciembre del mismo año, aunque permaneció cerrada casi por un año por falta de pasajeros y cargas. El servicio de trenes recién comenzó el 4 de enero de 1874.
Entre 2021 y 2023 se efectuó una restauración total de la estación la cual permaneció 27 meses cerrada mientras el único andén era demolido y reconstruido de cero con modernos refugios y boleterías. Durante el proceso de la obra se abrieron andenes provisorios a cien metros sentido oeste de la estación original. Finalmente fue reinaugurada el 3 de octubre de 2023

### Toponimia
Recibió el nombre de Ituzaingó en recuerdo del triunfo argentino sobre las fuerzas brasileñas en la Guerra con el Brasil, el 20 de febrero de 1827.

## Galería fotográfica

Fotografías antiguas
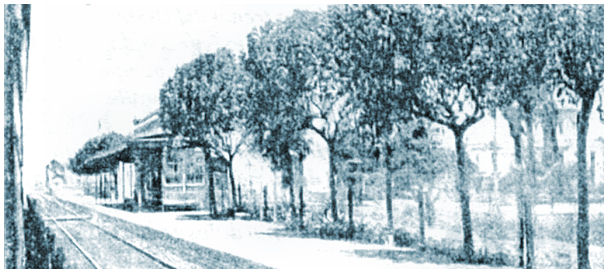
Estación a principios del Siglo XX
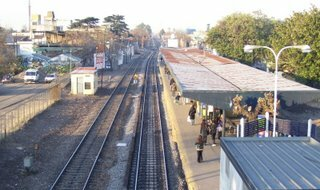
Andén central en el año 2007

Fotografías actuales
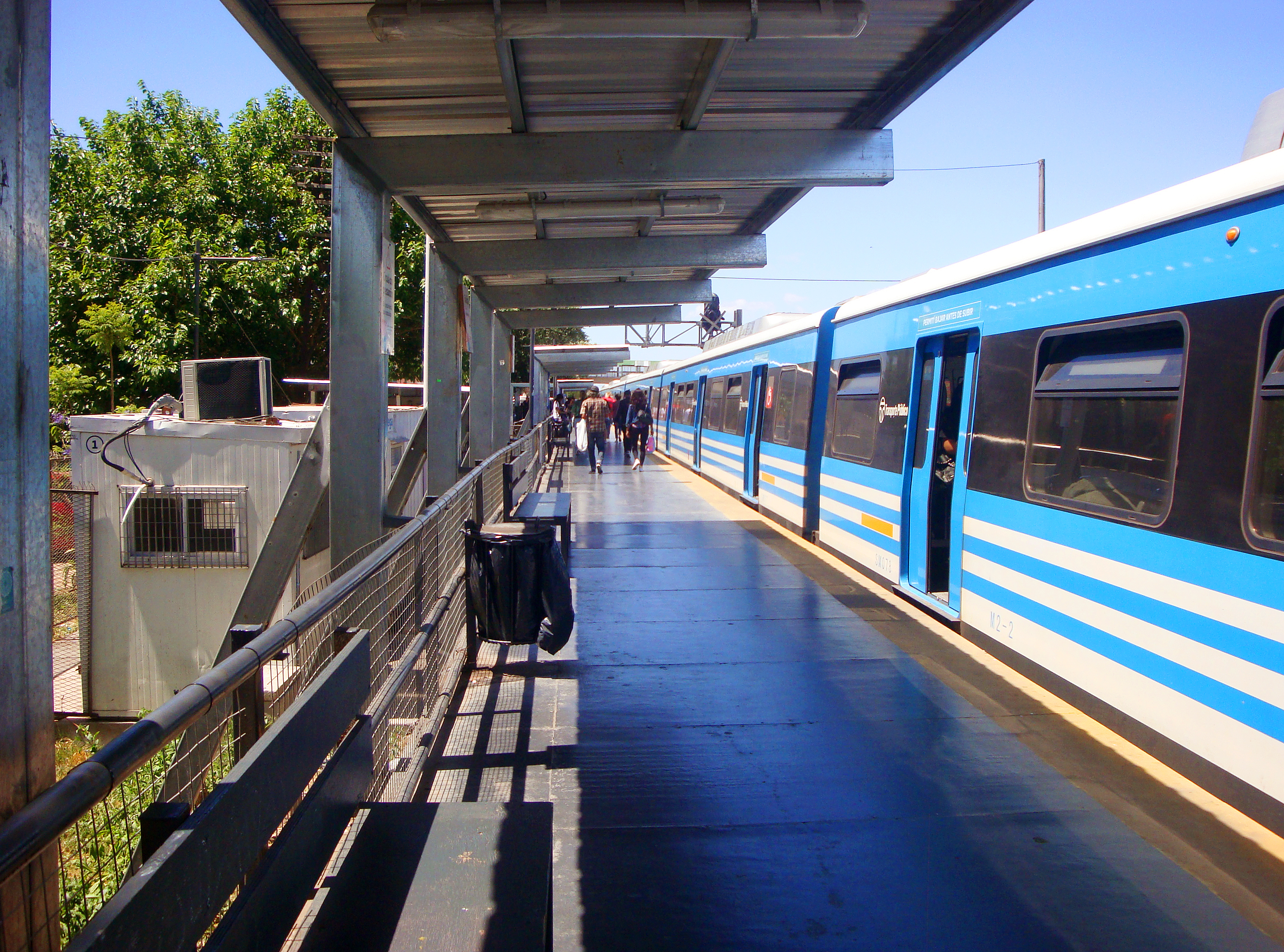
Vista del andén hacia Once
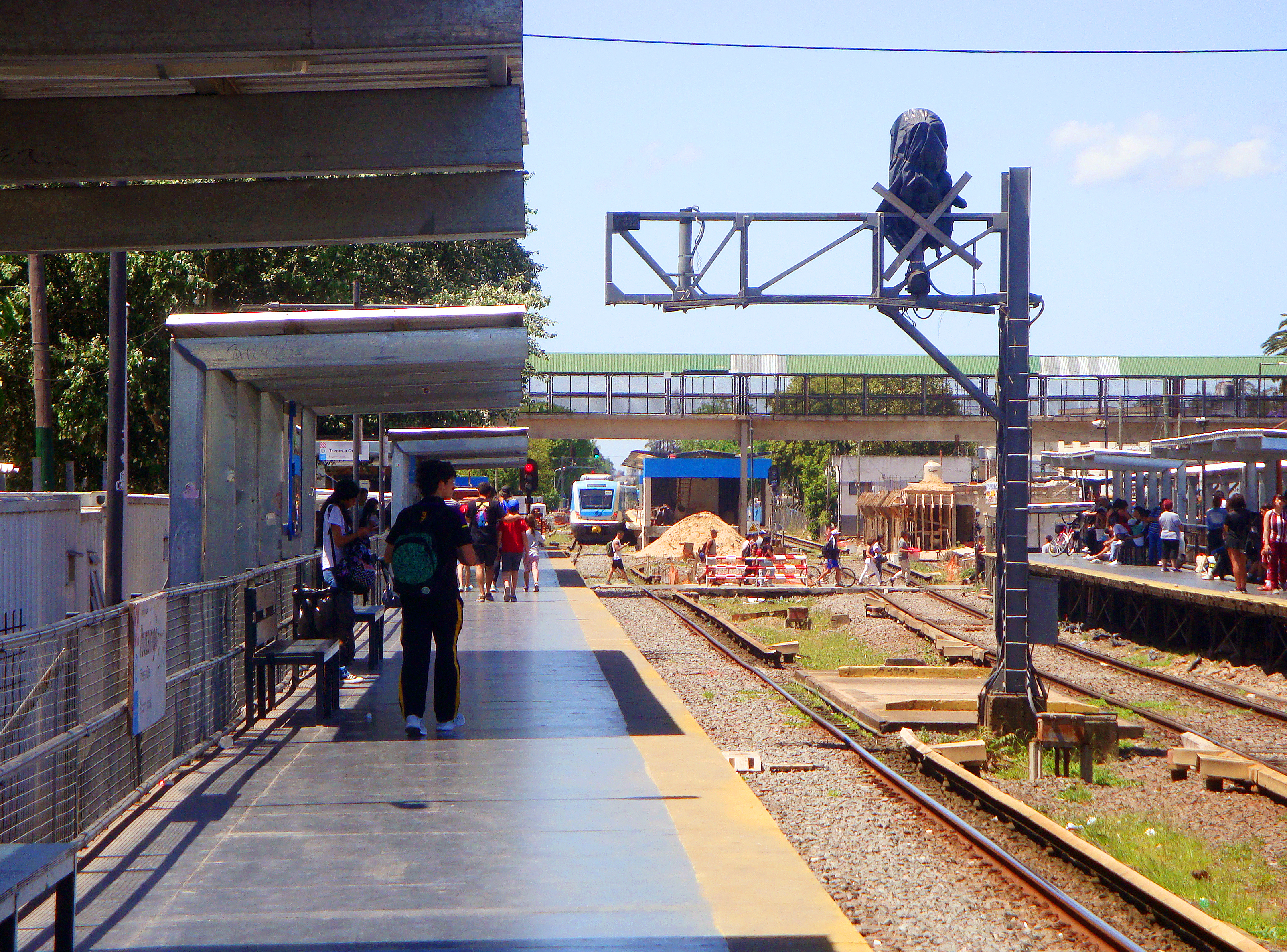
Vista del andén hacia Once
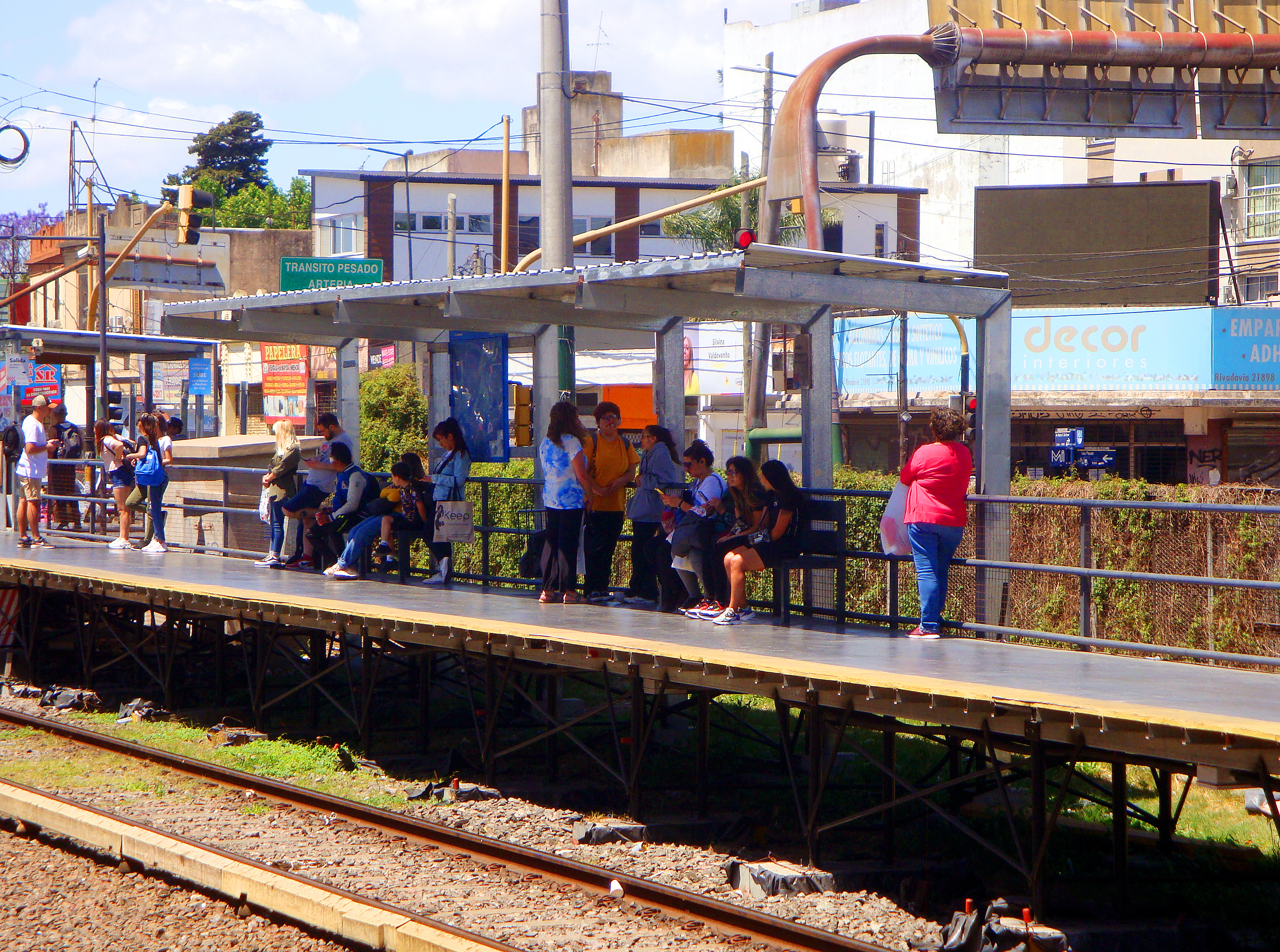
Vista del andén hacia Moreno
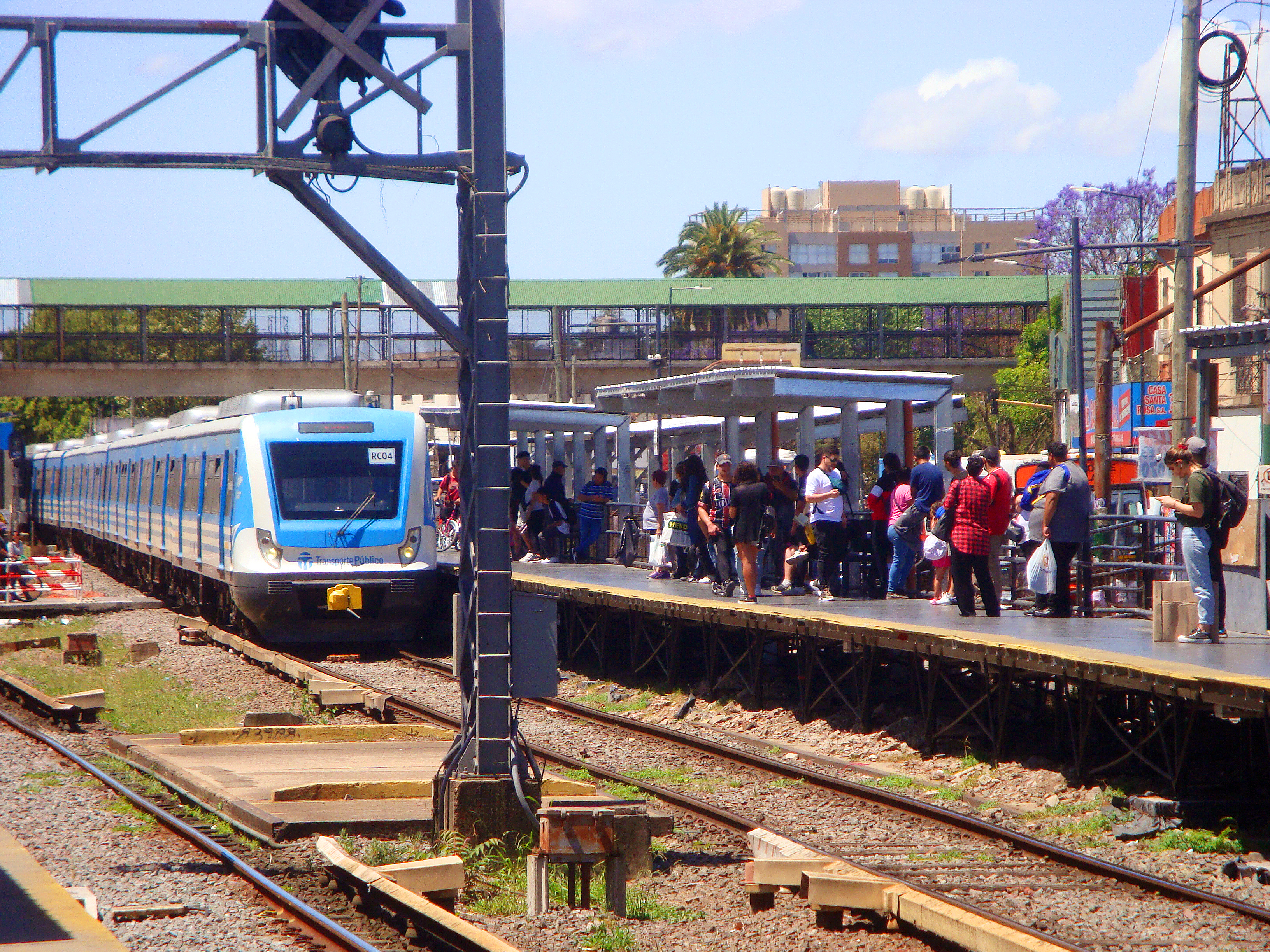
Vista del andén hacia Moreno
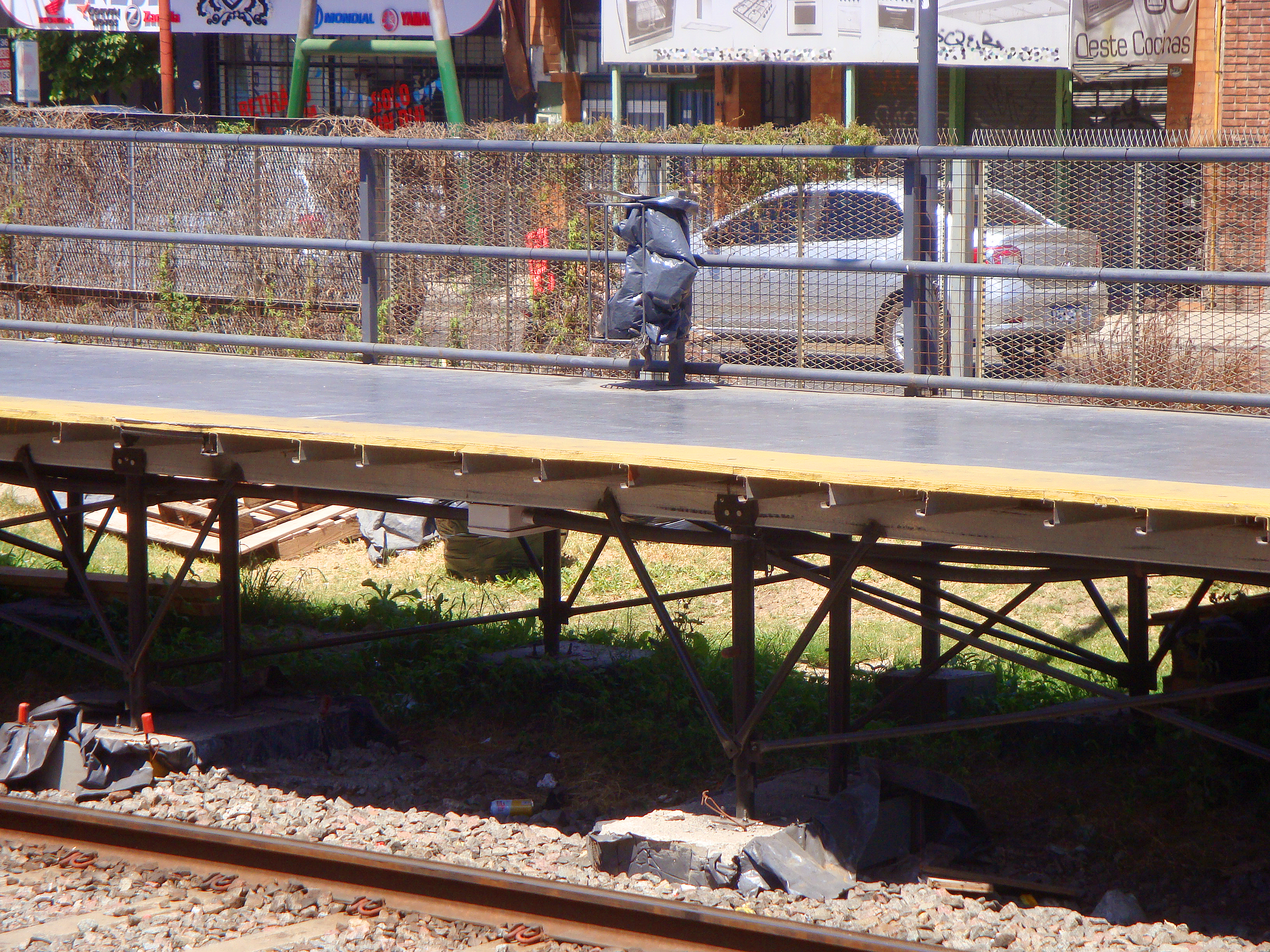
Detalle de los andenes provisorios
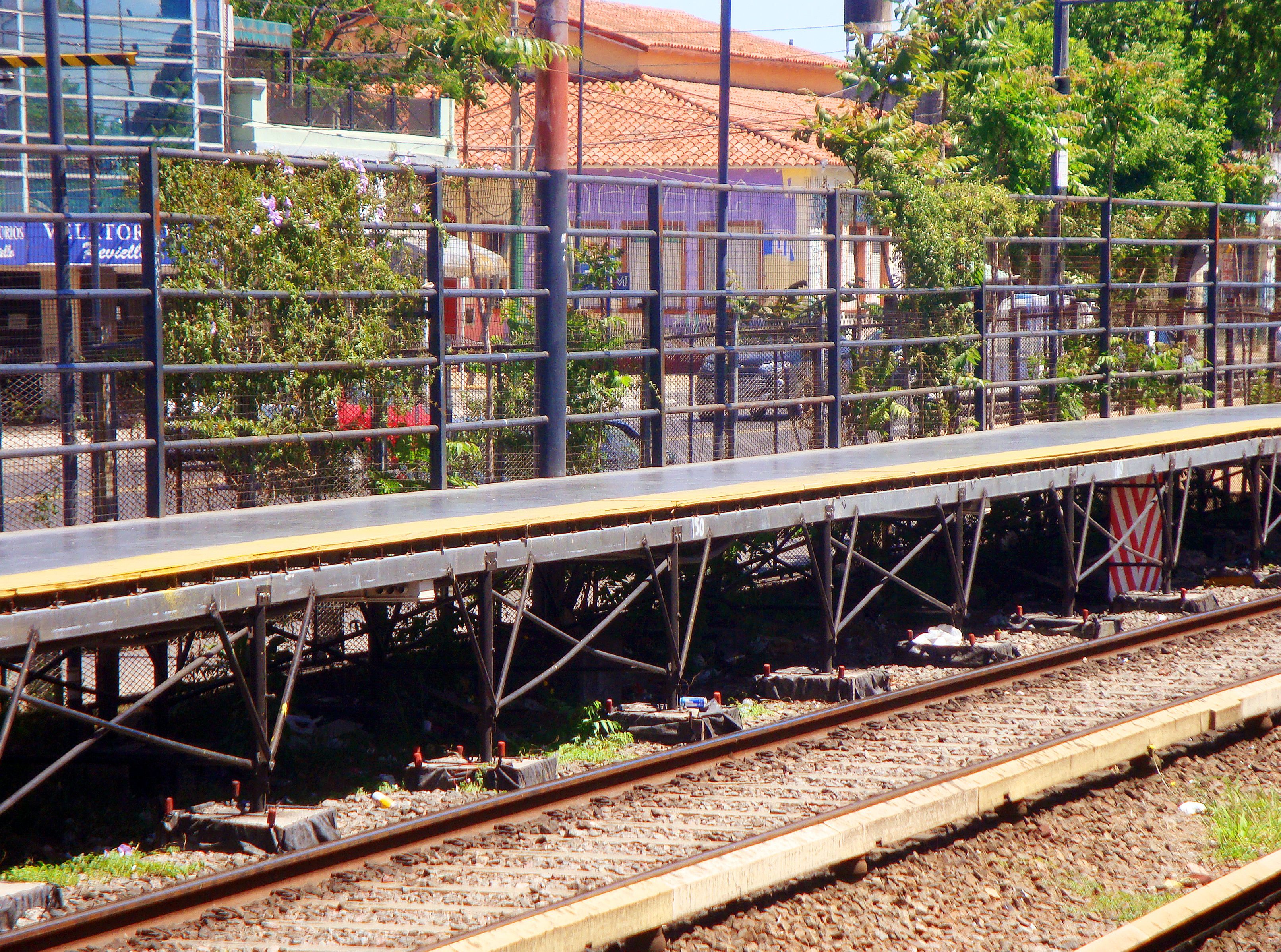
Detalle de los andenes provisorios
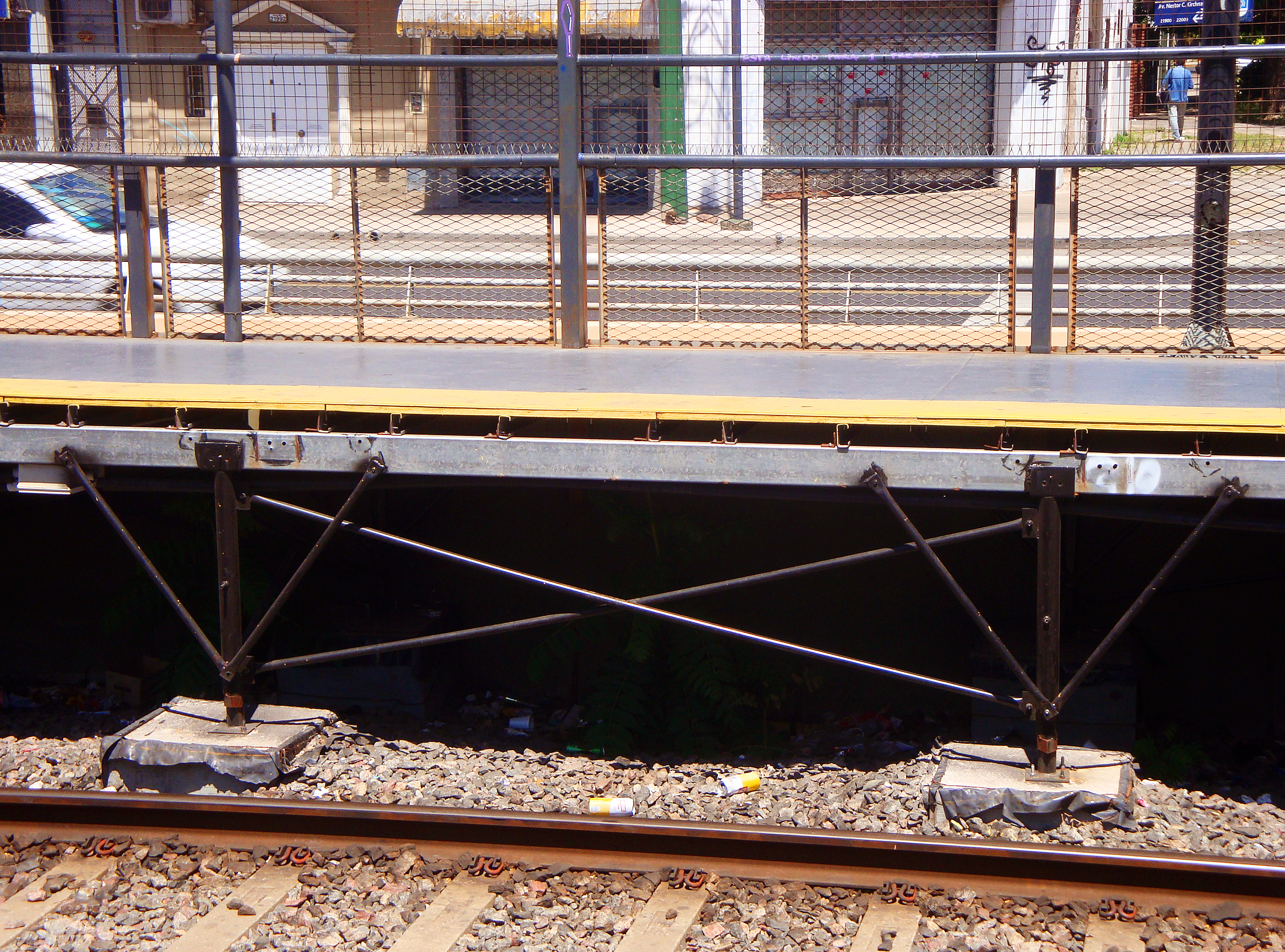
Detalle de los andenes provisorios
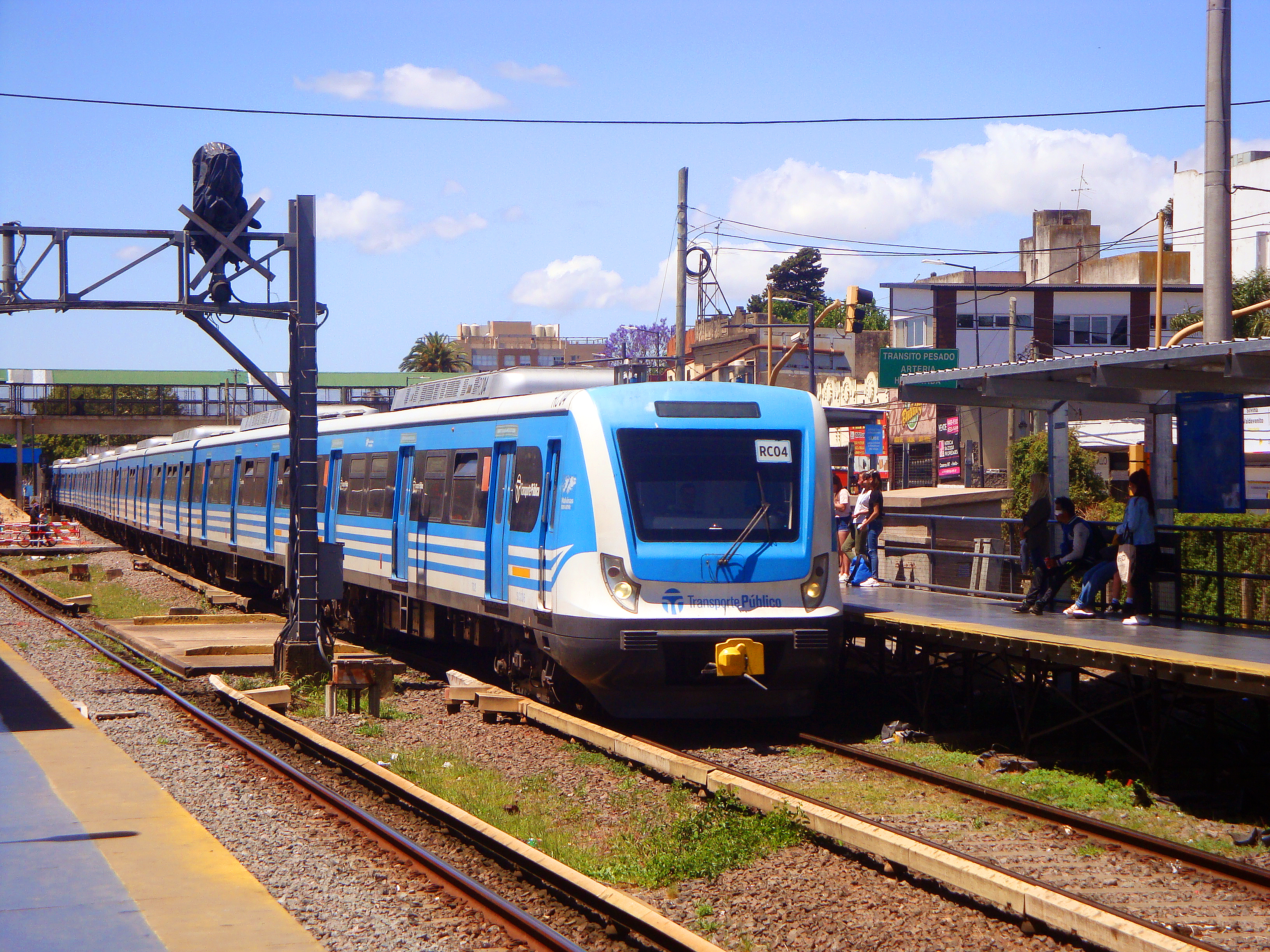
Tren hacia Moreno ingresando a la estación
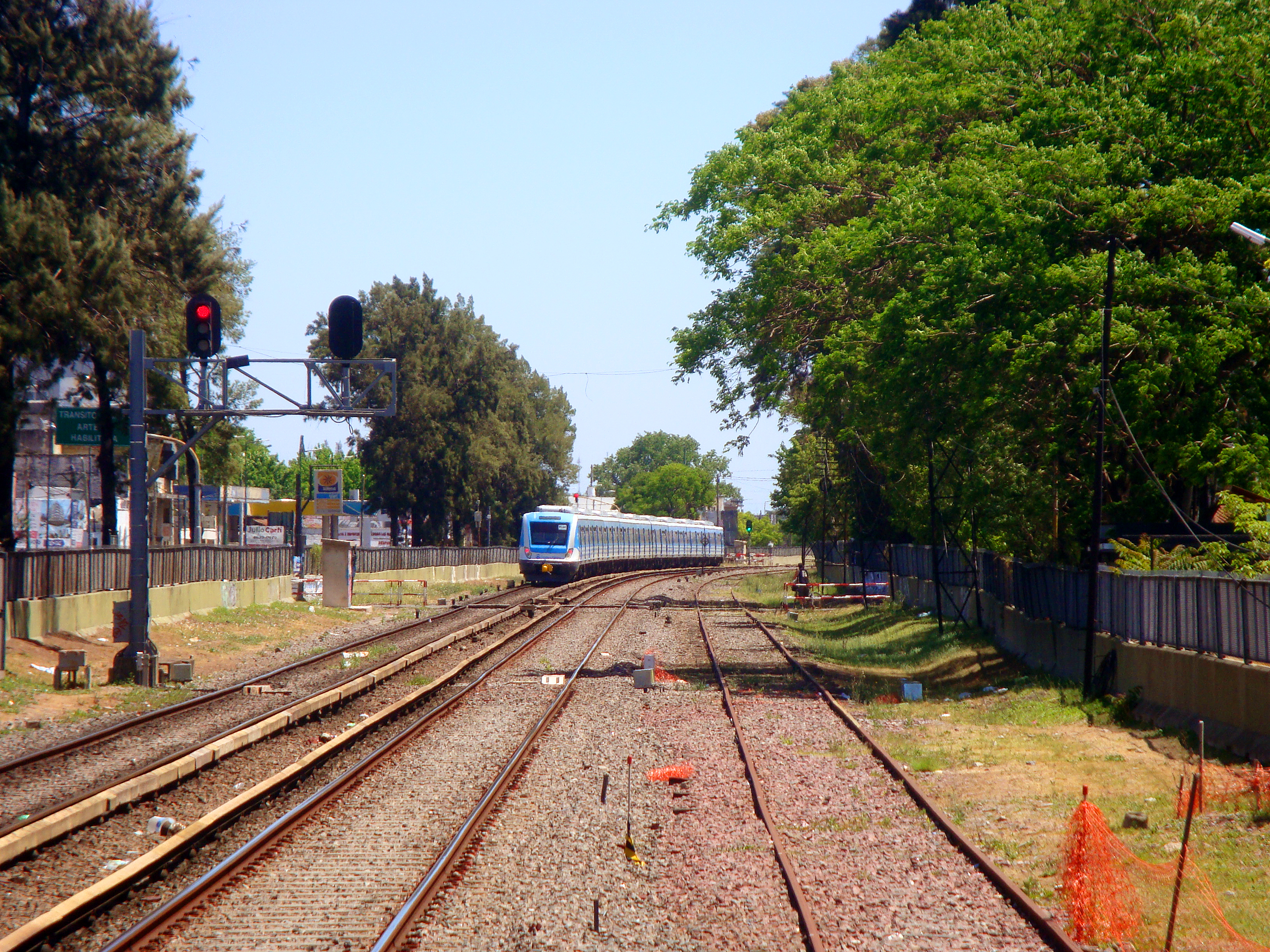
Panorama de las vías con vista hacia Padua
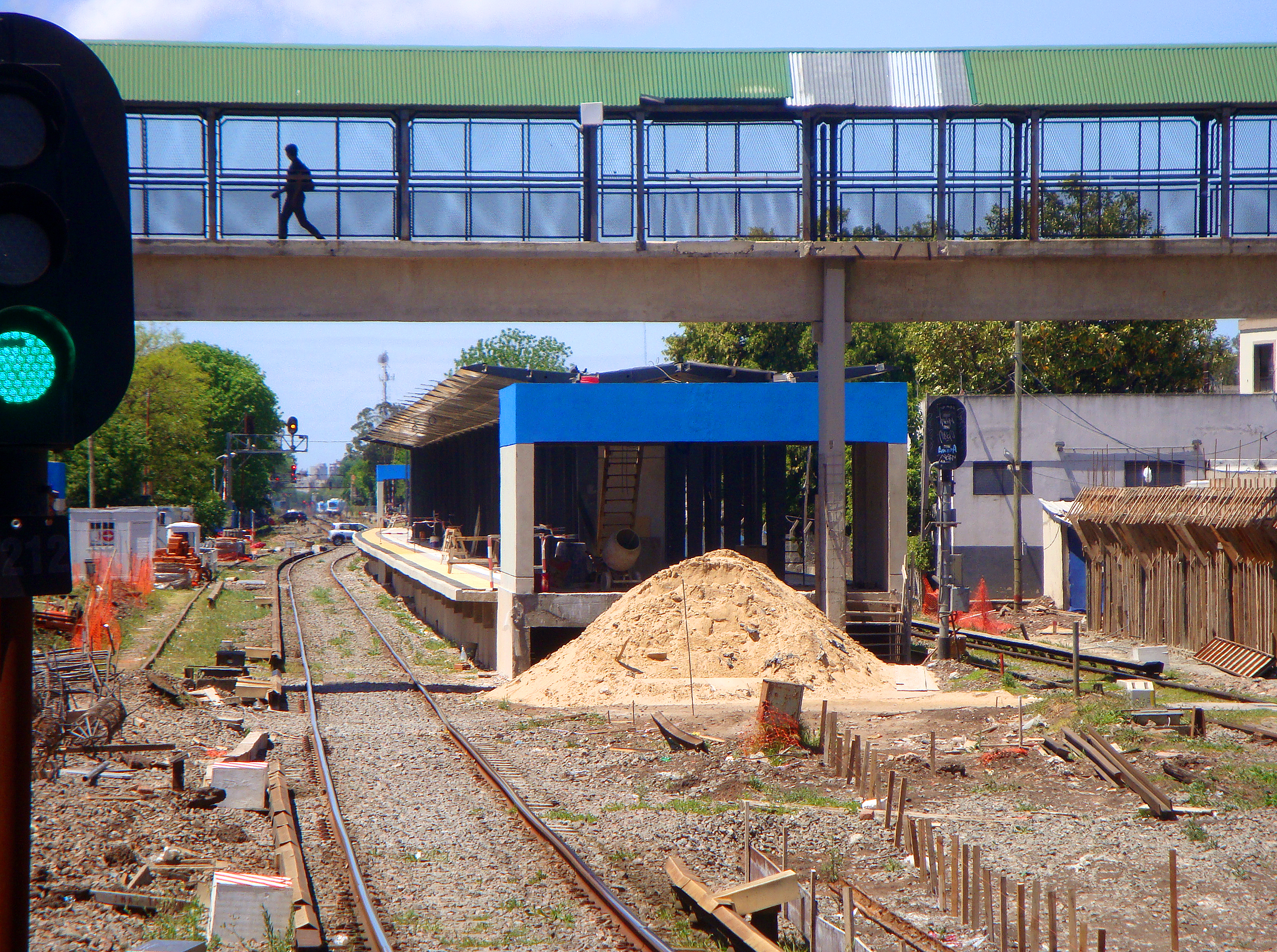
Detalle del andén central siendo reconstruido
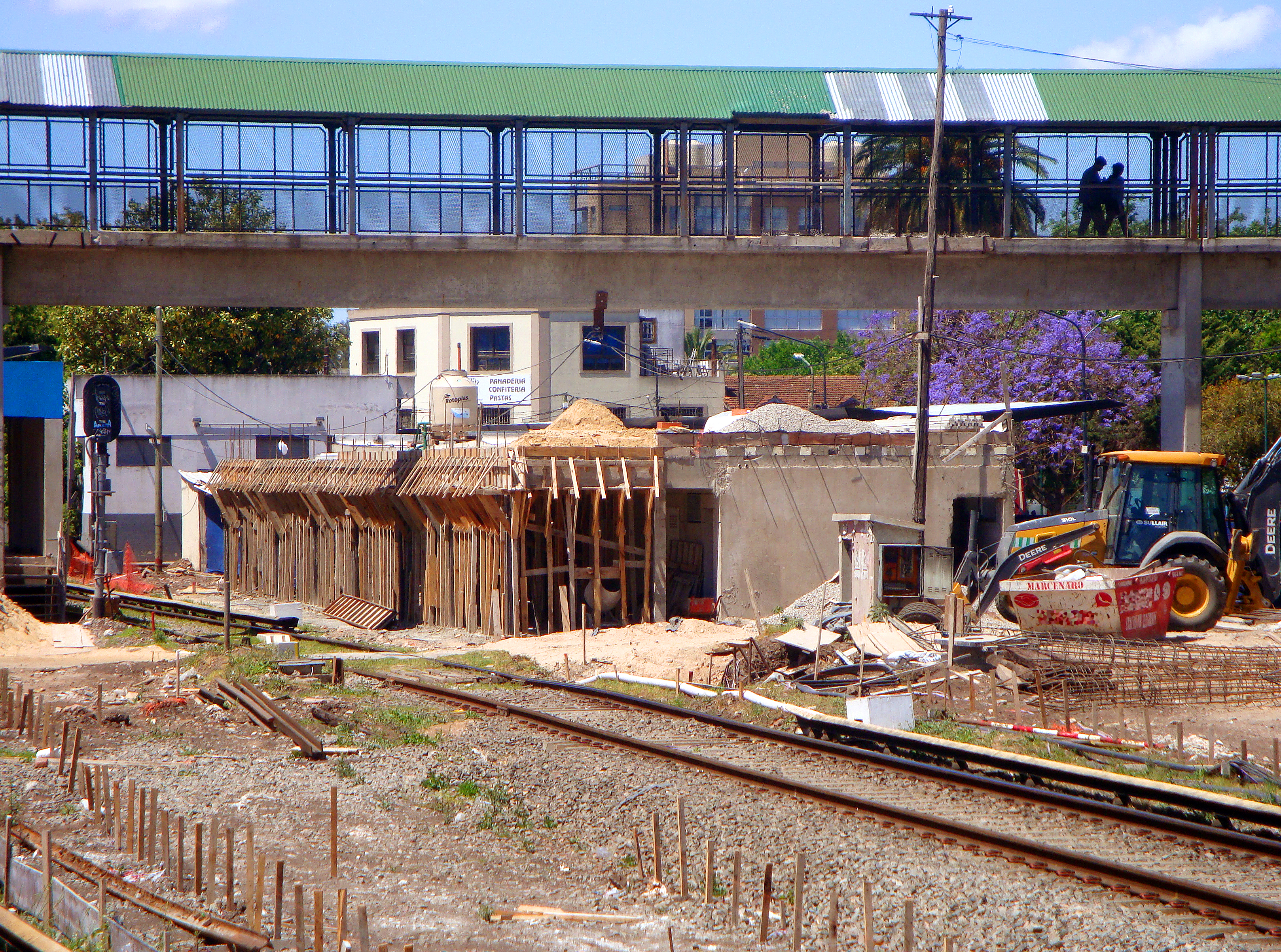
Detalle del andén central siendo reconstruido
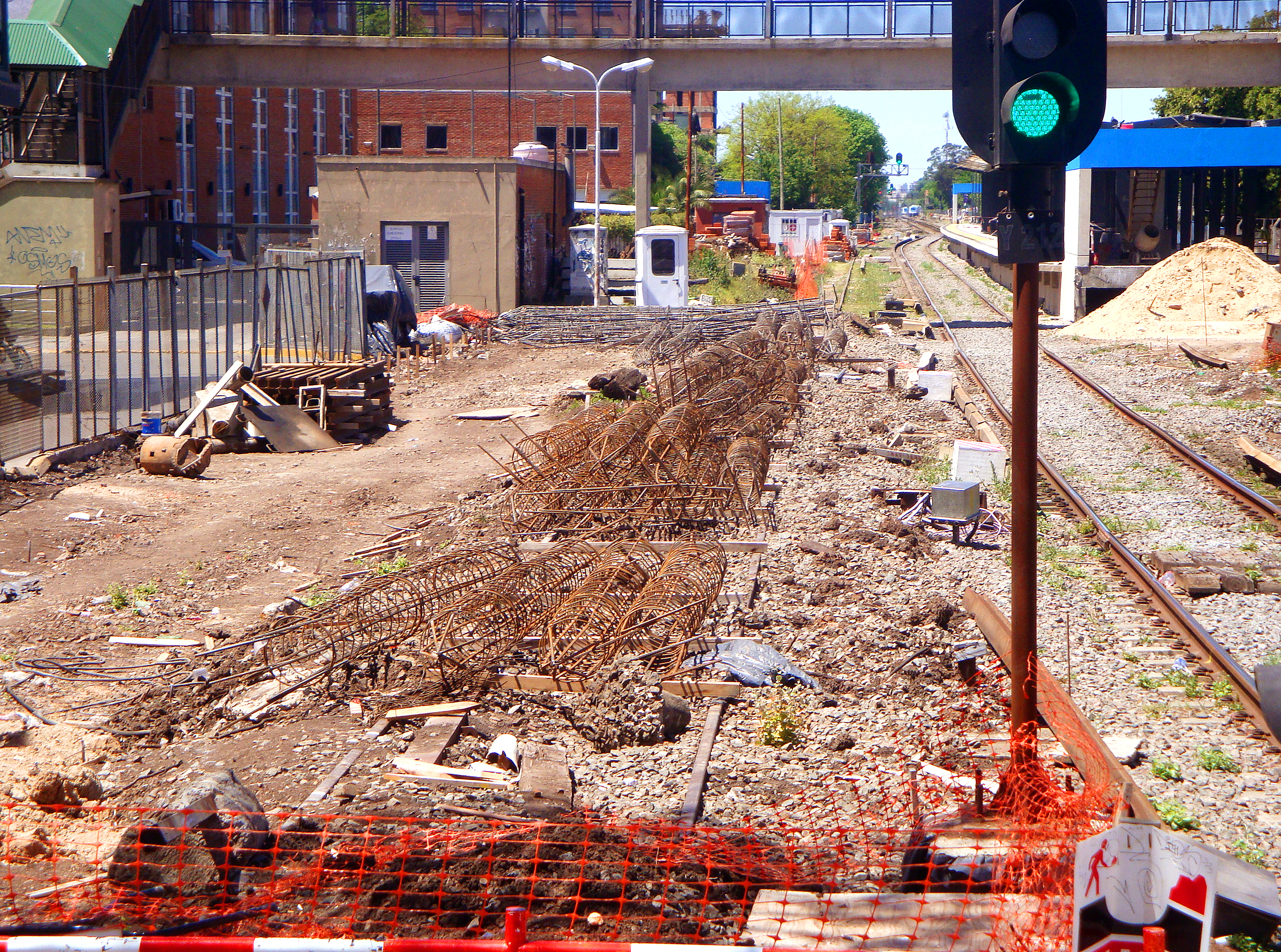
Detalle del andén central siendo reconstruido
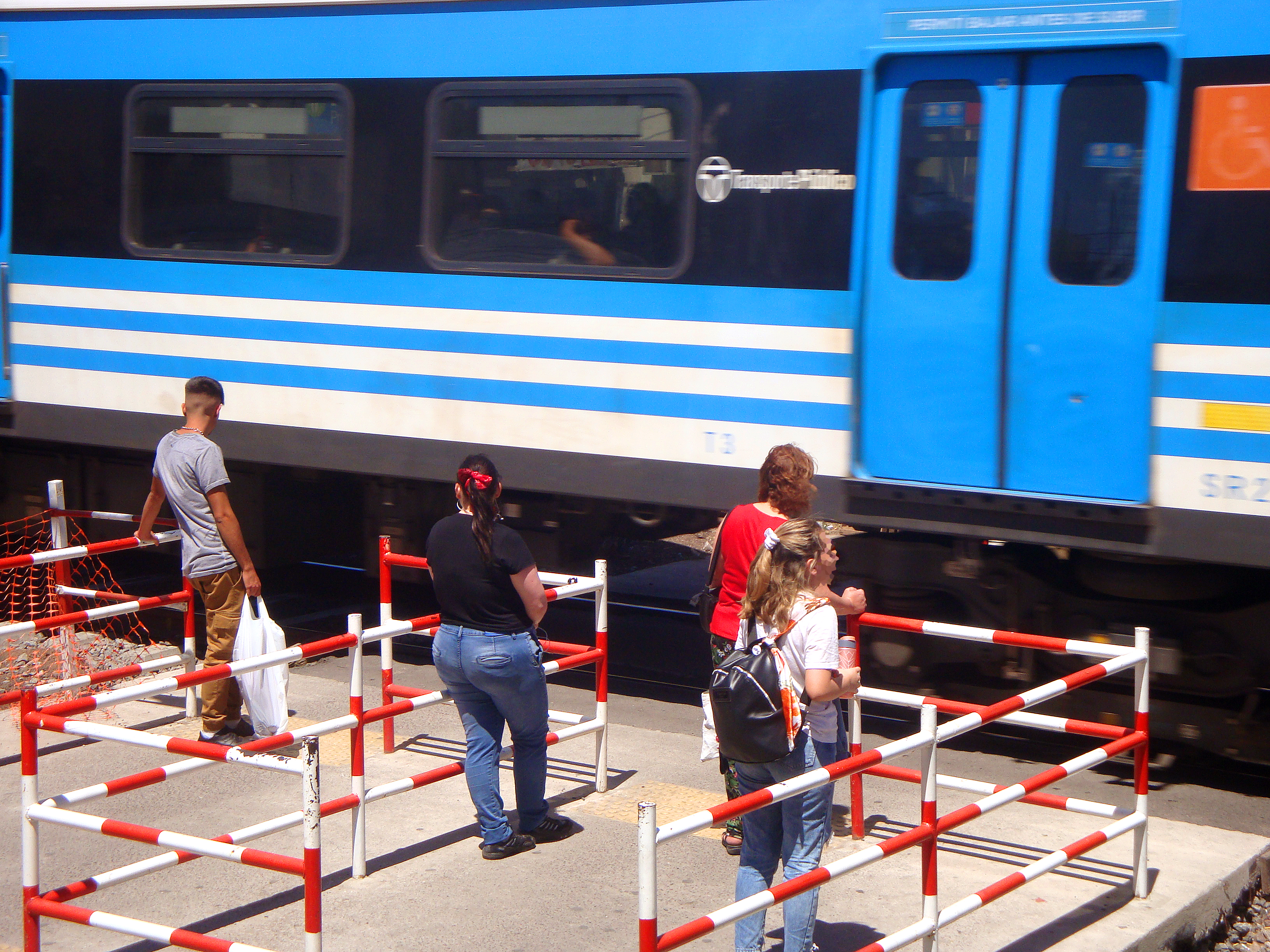
Detalle del cruce peatonal
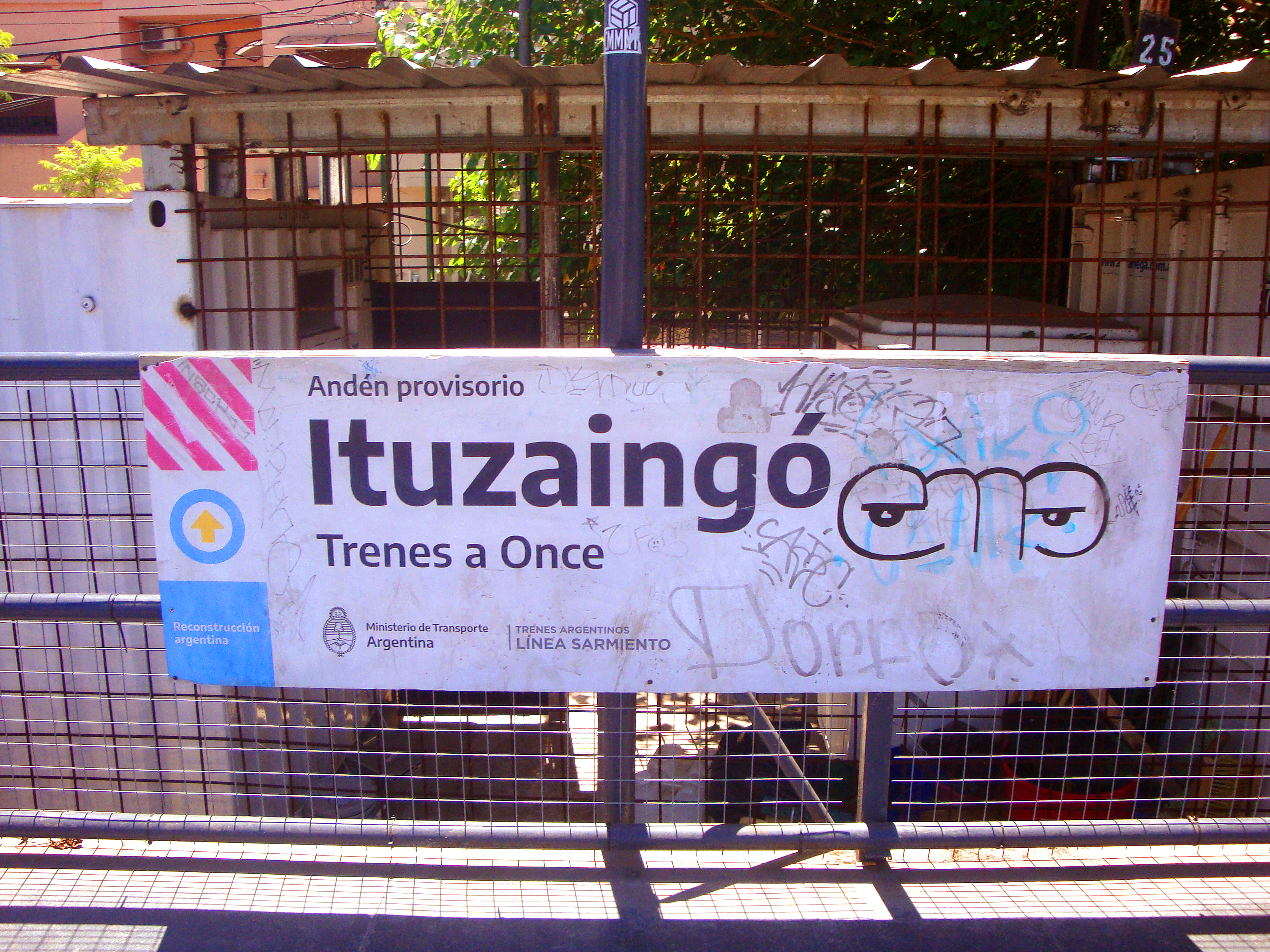
Señalética provisoria
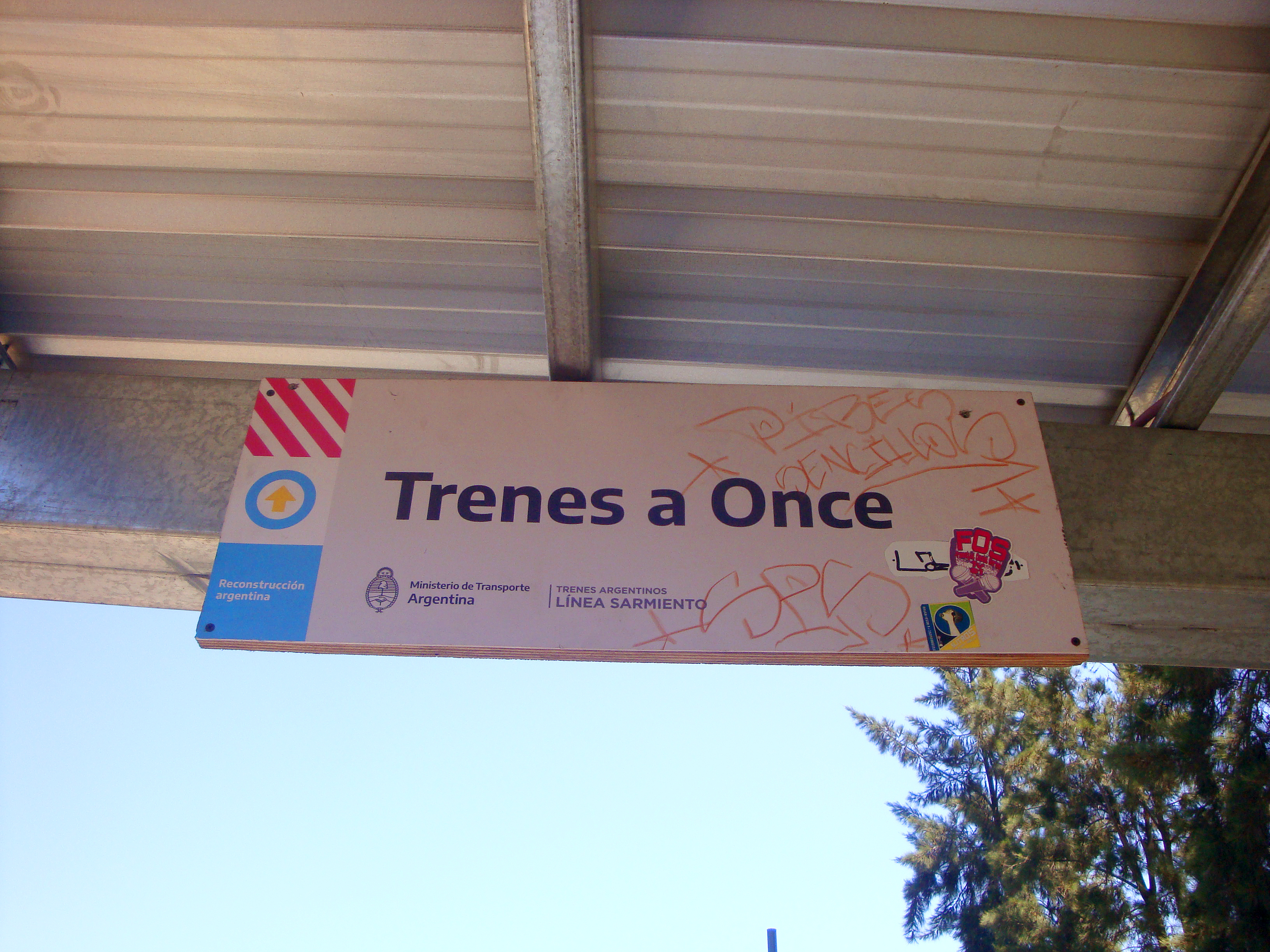
Señalética provisoria
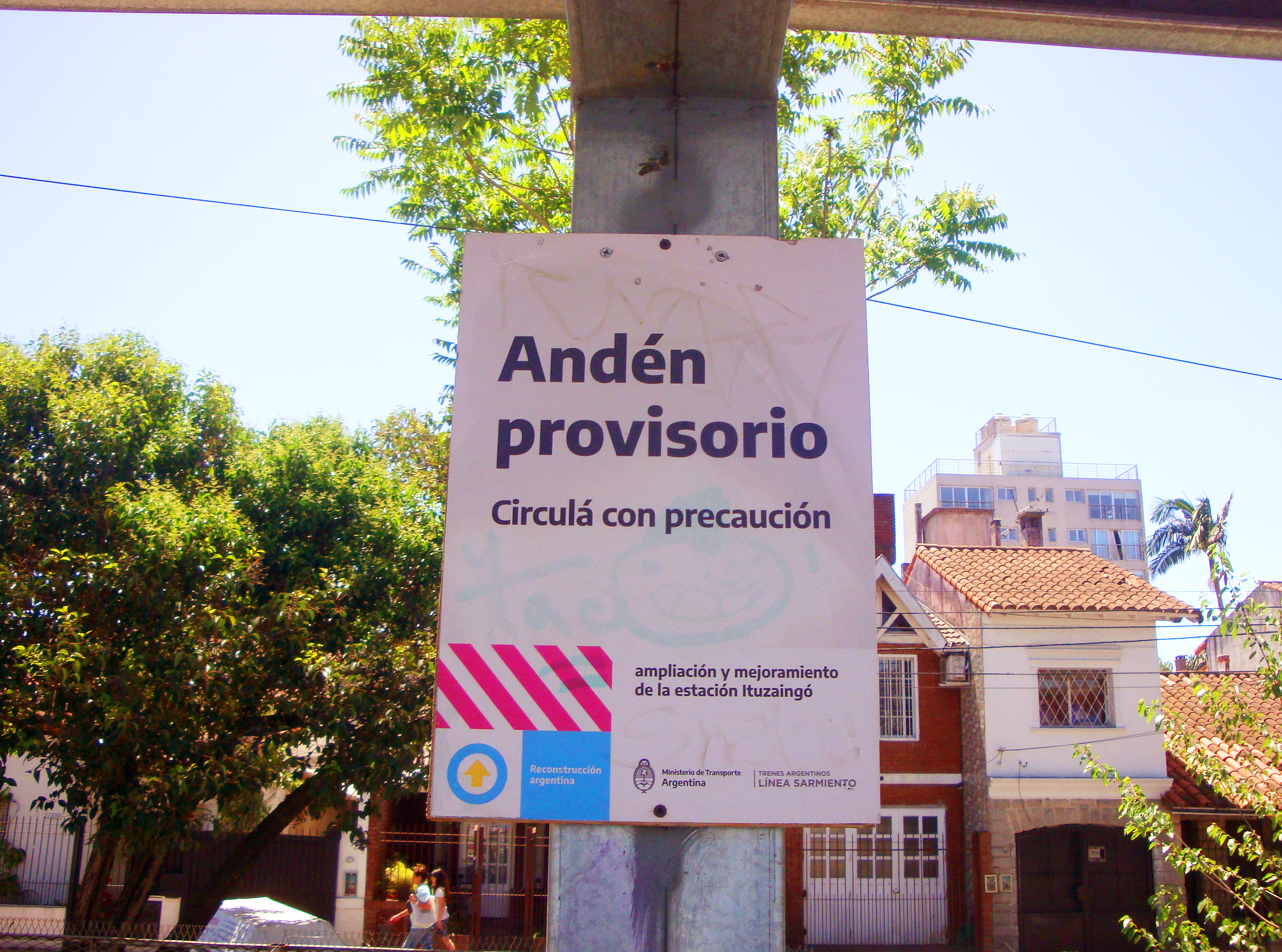
Señalética provisoria
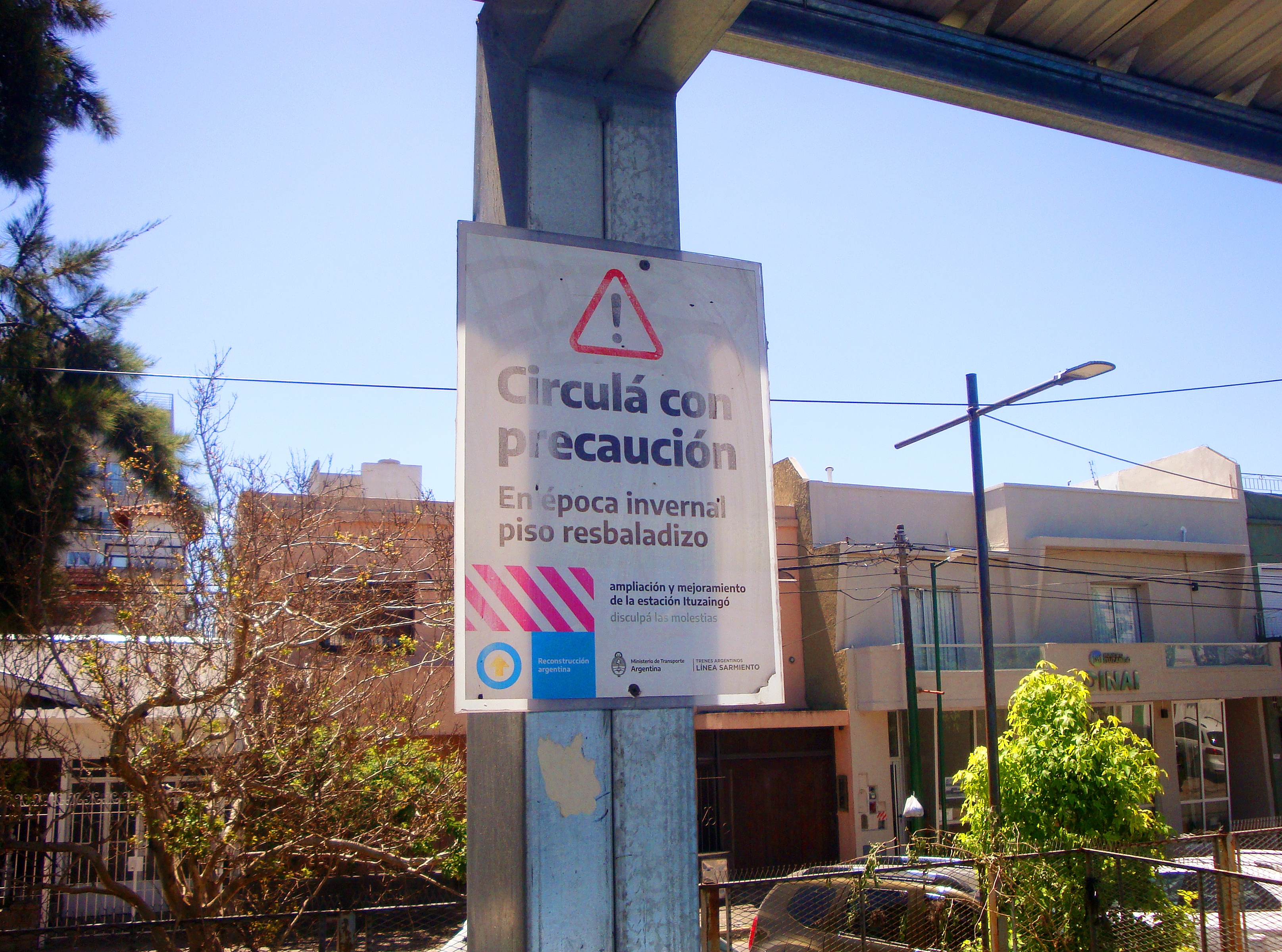
Señalética provisoria